# Hatem Bilal
Hatem Bilal, né le 30 janvier 1994 à Médine en Arabie saoudite, est un footballeur saoudien. Il évolue au poste de défenseur central avec le club d'Al-Qadsiah FC.

## Biographie
Avec l'Al-Wehda Club, il participe à plus d'une trentaine de matchs de Saudi Professional League.